# Svartåstjärnen (Torps socken, Medelpad)
Svartåstjärnen är en sjö i Ånge kommun i Medelpad och ingår i Ljungans huvudavrinningsområde.